# Xã Portage, Quận New Madrid, Missouri
Xã Portage (tiếng Anh: Portage Township) là một xã thuộc quận New Madrid, tiểu bang Missouri, Hoa Kỳ. Năm 2010, dân số của xã này là 3.752 người.